# Plön Slot
54°09′24″N 10°24′50″Ø / 54.15667°N 10.41389°Ø
Plön Slot (tysk: Schloss Plön) er et slot fra 1630'erne, der ligger i byen Plön i den tyske delstat Slesvig-Holsten. Slottet er et af Slesvig-Holstens største bevarede slotsanlæg og et bygningsminde under Denkmalschutz. Siden 2002 har slottet været i privat eje og anvendes bl.a. som uddannelsessted for optikere.

## Middelalderen
Den tidligste vendisk befæstning kaldet Plune stammer fra det 10. århundrede og var beliggende på øen Olsborg i Plön Sø. Den blev ødelagt i 1158. Genopbygningen af slottet blev udført under grev Adolf II af Holsten, og det fungerede som en base under koloniseringen af den engang slaviske region. I 1173 blev slottet flyttet til Bischofsberg-bakken ved siden af den lille by Plön. I det 12. århundrede udviklede Plön sig langsomt til en købstad og fik stadsrettigheder i 1239. Fra 1290 til 1390 var bakkens borg sæde for Schauenburg-linjen Holsten-Plön og blev efter deres udryddelse overført til hertugen af Slesvig, Gerhard VI. Gennem hertugerne i Slesvig overgik den lille fæstning, fire generationer senere, til den danske kongefamilie, idet Christian I var hertug af Slesvig og konge af Danmark på samme tid). I løbet af denne periode spillede Plön og dens borg imidlertid ingen væsentlig rolle i landets historie.

## 1500- og 1600-tallet
I løbet af grevens fejde mellem Lübeck og Danmark blev borgen brændt ned i 1534 under et angreb fra Lübeck. Der efter blev der bygget en ny, større bygning på det samme slotsområde i romansk stil. I 1564 overdrog kong Frederik II af Danmark til sin broder Hans den Yngre, en tredjedel af hans andel af Slesvig og Holsten, i strid med Ribebrevet, hvorpå Hans oprettede det "nominelle hertugdømme" Slesvig-Holsten-Sønderborg. Blandt hans godser var Plön, herunder slottet. Under hertug Hans oplevede under den tidlige merkantilisme både by og borg en økonomisk opblomstring. Efter hans død i 1622 blev hertugdømmet Slesvig-Holsten-Sønderborg delt mellem hans seks mandlige arvinger, og nye underhertugdømmer blev dannet; hvoraf den ene var hertugdømmet Slesvig-Holsten-Sønderborg-Plön.
Den første hertug af denne linje var Joachim Ernst af Slesvig-Holsten-Sønderborg-Plön, den næstyngste søn af hertug Hans. I anledning af hans ægteskab med Dorothea Augusta af Gottorp besluttede den nye hersker at bygge et palads, der passede bedre til ham selv og hans familie. Projektet blev finansieret blandt andet af brudens anselige medgift. I 1632 blev den gamle borg nedrevet efter anvisning af hertugen af Plön, og i stedet for blev det nuværende borg bygget i renæssancestil. Den nye byggeri blev afsluttet på kun tre år midt under 30 års krigen.

## 1700-tallet
Plön Slot var den hertuglige families residens, men var aldrig et så vigtigt sted i statspolitikken som Gottorp Slot. Da hertugerne i Plön havde andre slotte og sommerboliger, såsom Traventhal slot og slottene i Ahrensbök, Rethwisch og Reinfeld, blev Plön ikke kontinuerligt beboet. Ikke desto mindre var bygningen et af hertugdyrets kulturelle centre. Joachim Ernest etablerede et bibliotek i slottet, som blev udvidet af hans efterfølgere til 10.000 bind. Hertil kommer, at hertugen var meget interesseret i fysik og optik og indsamlede forskellige optiske enheder og instrumenter i sin bopæl på Plön. Efter hertug Joachim Ernest overgik slottet til hans søn Johan Adolf, som imidlertid som general i kejserens tjeneste sjældent opholdt sig i Plön, og hertugen blev stort set repræsenteret af hans kone og mor. Joachim Frederik, der fulgte Hans Adolf, boede også her. Efter at han døde i gæld i 1722 og uden mandlige arvinger stod borgen tom i syv år, og nogle af møblerne blev overdraget til hans kreditorer.
Plön Slot oplevede sin kulturelle storhedstid fra 1729 og fremefter under den sidste hertug, Frederik Carl. Han introducerede en barok stil og fik det indre af slottet dekoreret i rokoko-stil. Frederik Carl udvidede borgen og opførte bygninger omkring slottets gårdsplads, der har overlevet til i dag, de kongelige stalde, ridehallen samt havepaladset, nu kendt som Prinsens hus (Prinzenhaus). Slottet var hjemsted for hertugerne i Plön indtil Frederik Carl døde uden mandlige arvinger i 1761. Efter hans død vendte besiddelserne tilbage til det danske kongehus. Bygningen blev besat som enkeophold af hans kone, Christiane Armgardis, indtil hendes død i 1779. Den fungerede derefter som sæde for fogeden (amtmanden), og også fra 1777 til 1823 som bopæl for Peter Frederik Wilhelm, den mentalt forstyrrede søn af Frederik August I af Oldenborg. Den unge mand, som ikke var i stand til at udføre sine pligter som hertug, fik slottet af sin værge, tildelt den danske konge Christian VII og fik lov til at bevare en stor husstand. Efter hans død blev slottet midlertidigt brugt som retsligt opholdssted. I 1833 blev der oprettet en latinskole i slottet.

## 1800-tallet
Fra og med 1840 var Plön Slot sommerresidens for Christian 8., der fik malet facaderne hvide og indretningen fornyet delvist i klassicistisk stil. Efter 2. Slesvigske Krig i 1864 kom slottet under preussisk forvaltning. Interiøret blev bortskaffet og bygningerne ombygget til officersskole. Blandt andre fik Wilhelm 2.'s sønner deres uddannelse på slottet.

## 1900-tallet
Efter nazisternes magtovertagelse blev slottet med den omkringliggende park 1933 omdannet til en af Nazitysklands uddannelsesinstitutioner. Den 2. maj 1945 var slottet for en dag sæde for dele af Rigspræsident Karl Dönitz' regering inden regeringen flyttede til Flensborg. Da Tyskland kapitulerede få dage senere, overtog den 8. britiske armé Plön Slot som sit hovedkvarter. I 1946 blev slottet kostskole for drenge og piger. Slottet ejedes og blev drevet af delstaten Schleswig-Holstein.

## 2000'erne
I 2001 blev kostskolen lukket og slottet blev sat til salg, da Schleswig-Holstein ikke ønskede at bidrage med kapital til en nødvendig renovering. I 2002 overtog den almennyttede Fielmann Akademie ejendomen for 3,6 millioner euro. Virksomheden Fielmann (en kendt tysk brillekoncern) lod herefter slottet renovere for 35 millioner euro. Renoveringen var afsluttet i 2006. I dag er Plön Slot uddannelsessted for optikere og et offentligt museum. Nogle af slottets sale er genopbyggede i den oprindelige stil og er tilgængelige for almenheden.

### Interiør
- Galleri
- Riddersalen
- Hertugens gemak
- Slotskapellet